# Route 113 (Québec)
Pour les articles homonymes, voir R113 et Route 113.
La route 113 (R-113) est une route nationale québécoise située dans le nord québécois et suit une orientation nord / sud. Elle dessert les régions administratives de l'Abitibi-Témiscamingue et du Nord-du-Québec.

## Tracé
La route 113 commence sur la route 117, quelques kilomètres au nord du secteur Louvicourt de Val-d'Or. Elle adopte une orientation nord / nord-est jusqu'à Waswanipi, village cri situé près du lac du même nom, pour ensuite se diriger vers l'est jusqu'à la route 167, légèrement au sud de Chibougamau, en passant par Chapais. C'est une route isolée qui dessert une région peu habitée, composée de forêt et de lacs. Elle est un lien routier important pour l'économie de ces régions, car elle permet l'exploitation forestière du secteur.

## Localités traversées (du sud au nord)
Liste des municipalités dont le territoire est traversé par la route 113, regroupées par municipalité régionale de comté.

### Abitibi-Témiscamingue
La Vallée-de-l'Or
- Val-d'Or
- Senneterre (Paroisse)
- Senneterre (Ville)

### Nord-du-Québec
Jamésie
- Eeyou Istchee Baie-James (hameau de Rapide-des-Cèdres)
- Lebel-sur-Quévillon
- Eeyou Istchee Baie-James (hameaux de Miquelon et Desmaraisville)
- Waswanipi
- Chapais
- Chibougamau

## Intersections majeures
| MRC               | Municipalité | km     | Destinations                               | Notes                     |
| ----------------- | ------------ | ------ | ------------------------------------------ | ------------------------- |
| La Vallée-de-l'Or | Val-d'Or     | 0,00   | R-117 – Val-d'Or, Louvicourt, Mont-Laurier |                           |
| La Vallée-de-l'Or | Senneterre   | 36,80  | R-386 ouest – Amos                         | Terminus est de la R-386  |
| La Vallée-de-l'Or | Senneterre   | 104,80 | R-397 sud – Rochebaucourt                  | Terminus nord de la R-397 |
| Jamésie           | Chibougamau  | 366,40 | R-167 – Chibougamau, Saint-Félicien        |                           |
|                   |              |        |                                            |                           |